# Sunkary Badjie
Sunkary Badjie ist ein gambischer Politiker.

## Leben
| Parlamentswahl | Stimmen | Stimmanteil |
| -------------- | ------- | ----------- |
| 2017           | 2.852   | 57,66 %     |

Sunkary Badjie trat bei den Regionalwahlen in Gambia 2013 zur Wahl des Brikama Area Councils für den Wahlbezirk Somita im Wahlkreis Foni Brefet an. Da es keinen Gegenkandidaten gab, erlangte er einen Sitz im Regionalrat.
Bei der Wahl zum Parlament 2017 trat er als Kandidat der Alliance for Patriotic Reorientation and Construction (APRC) im Wahlkreis Foni Brefet in der West Coast Administrative Region an. Mit 57,66 % konnte er den Wahlkreis vor Malamin Badjie (UDP) für sich gewinnen.
Bei den Parlamentswahlen 2022 trat Badjie nicht mehr an, den Wahlkreis gewann die unabhängige Kandidatin Amie Colley (* 1985).